# Masters de Roma 2002
El Internazionali BNL d'Italia 2002 fue la edición del 2002 del torneo de tenis Masters de Roma. El torneo masculino fue un evento de los Masters Series 2002 y se celebró desde el 6 de mayo hasta el 12 de mayo.  El torneo femenino fue un evento de la Tier I 2002 y se celebró desde el 13 de mayo hasta el 19 de mayo.

## Campeones

### Individuales Masculino
Andre Agassi vence a  Tommy Haas, 6–3, 6–3, 6–0

### Individuales Femenino
Serena Williams vence a  Justine Henin-Hardenne, 7–6(8–6), 6–4

### Dobles Masculino
Martin Damm /  Cyril Suk vencen a  Wayne Black /  Kevin Ullyett, 7–5, 7–5

### Dobles Femenino
Virginia Ruano Pascual /  Paola Suárez vencen a  Conchita Martínez /  Patricia Tarabini, 6–3, 6–4